# Развој светског рекорда на 1.500 метара у дворани за жене
Светски рекорди у дисциплини трчања на 1.500 метара у женској конкуренцији, које ИААФ званично признаје, воде се од 1950. године. Први рекорди су мерени ручно (штоперицом).
ИААФ је до 31. 1. 2018. године ратификовала 5 светских рекорда у женској конкуренцији.

## Рекорди на 1.500 метара
Рекорди ратификовани од ИААФ-а
| Време    | Атлетичарка        | Земља            | Место                           | Датум             | Трајање                        |
| -------- | ------------------ | ---------------- | ------------------------------- | ----------------- | ------------------------------ |
| 4:52,2   | Олга Овсјаникова   | Совјетски Савез  | Москва, СССР                    | 1950.             |                                |
| 4:40,8+  | Џојс Смит          | Велика Британија | Cosford, Уједињено Краљевство   | 12. фебруар 1966. | 7 дана                         |
| 4:33,3+  | Дорис Браун        | Сједињене Државе | Ванкувер, Канада                | 19. фебруар 1966. | 11 месеци и 30 дана            |
| 4:21,2+  | Дорис Браун        | Сједињене Државе | Ванкувер, Канада                | 18. фебруар 1967. | 2 године, 11 месеци и 20 дана  |
| 4:21,1   | Дорис Браун        | Сједињене Државе | Сијетл, САД                     | 7. фебруар 1970.  | 11 месеци и 23 дана            |
| 4:20,5   | Маргарет Бичам     | Велика Британија | Cosford, Уједињено Краљевство   | 30. јануар 1971.  | 14 дана                        |
| 4:17,9   | Криста Мертен      | Западна Немачка  | Западни Берлин, Западна Немачка | 13. фебруар 1971. | 7 дана                         |
| 4:17,4   | Маргарет Бичам     | Велика Британија | Источни Берлин, Источна Немачка | 20. фебруар 1971. | 22 дана                        |
| 4:17,2   | Маргарет Бичам     | Велика Британија | Софија, Бугарска                | 14. март 1971.    | 11 месеци и 27 дана            |
| 4:14,62  | Тамара Пангелова   | Совјетски Савез  | Гренобл, Француска              | 12. март 1972.    | 1 година, 11 месеци и 3 дана   |
| 4:12,2   | Франси Ларије      | Сједињене Државе | Торонто, Канада                 | 15. фебруар 1974. | 23 дана                        |
| 4:10,97  | Тонка Петрова      | Бугарска         | Гетеборг, Шведска               | 10. март 1974.    | 11 месеци и 4 дана             |
| 4:10,4   | Франси Ларије      | Сједињене Државе | Торонто, Канада                 | 14. фебруар 1975. | 1 дан                          |
| 4:09,9+  | Франси Ларије      | Сједињене Државе | Сан Дијего, САД                 | 15. фебруар 1975. | 16 дана                        |
| 4:09,8+  | Франси Ларије      | Сједињене Државе | Ричмонд, САД                    | 3. март 1975.     | 1 година, 11 месеци и 16 дана  |
| 4:08,1   | Мери Стјуарт       | Велика Британија | Дортмунд, Западна Немачка       | 19. фебруар 1977. | 1 година и 2 дана              |
| 4:05,0   | Наталија Марашеску | Румунија         | Будимпешта, Мађарска            | 21. фебруар 1978. | 11 месеци и 20 дана            |
| 4:03,0   | Наталија Марашеску | Румунија         | Будимпешта, Мађарска            | 10. фебруар 1979. | 11 месеци и 29 дана            |
| 4:00,8   | Мери Декер         | Сједињене Државе | Њујорк, САД                     | 8. фебруар 1980.  | 10 година и 1 дан              |
| 4:00,27+ | Дојна Мелинте      | Румунија         | Ист Радерфорд, САД              | 9. фебруар 1990.  | 12 година, 11 месеци и 23 дана |
| 3:59,98  | Регина Џејкобс     | Сједињене Државе | Бостон (Роксбури), САД          | 1. фебруар 2003.  | 3 године и 17 дана             |
| 3:58,28  | Јелена Соболева    | Русија           | Москва, Русија                  | 18. фебруар 2006. | 7 година, 11 месеци и 14 дана  |
| 3:55,17  | Гензебе Дибаба     | Етиопија         | Карлсруе, Немачка               | 1. фебруар 2014.  | 11 година и 114 дана           |

+ – време измерено као пролазно време у некој дужој дистанци